# Jonas Cronstrand
Jonas Cronstrand, född 3 juli 1670 i Södra Vi församling, Östergötlands län, död 6 september 1747 i Varvs församling, Östergötlands län, var en svensk präst.

## Biografi
Jonas Cronstrand föddes 1670 i Södra Vi församling. Han var son till kyrkoherden E. Vinnerstadius. Cronstrand studerade i Linköping och blev 31 oktober 1692 student vid Uppsala universitet, Uppsala. Han prästvigdes 2 augusti 1699 och blev 1702 komminister i Risinge församling, Risinge pastorat. Cronstrand blev 1722 kyrkoherde i Varvs församling, Varvs pastorat. Cronstrand avled 1747 i Varvs församling.

### Familj
Cronstrand gifte sig 26 augusti 1702 med Elisabeth Öring (1681–1756). Hon var dotter till kyrkoherden Magnus Öring  i Tjällmo församling och Dorothea Thoresdotter. De fick tillsammans barnen Eric Cronstrand (1703–1710), Anna Dorothea Cronstrand (1705–1758), Catharina Cronstrand som var gift med komministern J. Adelin i Vinnerstads församling, Anna Cristina Cronstrand som var gift med kyrkoherden Jonas Bergner i Skeppsås församling, Eric Cronstrand (1713–1717), Elisabeth Cronstrand (1715–1717), Elisabeth Cronstrand (1721–1721) och Elisabeth Cronstrand (1725–1799).